# Zamek Penrhyn
Zamek Penrhyn (ang. Penrhyn Castle) – neogotycki zamek położony w pobliżu wioski Llandygai, w hrabstwie Gwynedd. Zamek zbudowany został w latach 1820–1833 według projektu Thomasa Hoppera w stylu nawiązujących do zamków normańskich. Zamek zdobią liczne witraże i ręcznie malowane tapety. Znajduje się tu również kolekcja malarstwa której początek dał drugi właściciel zamku Edward Douglas-Pennant zięć Georga Penannta. Budowlę otacza rozległy park z wieloma egzotycznymi roślinami.
Wewnątrz zamku znajdują się obrazy zamówione przez barona Richarda Pennanta przedstawiające prace niewolników afrykańskich na plantacjach trzciny cukrowej na Jamajce.
Na oknie jednej z wież jest wyryty napis essere amato amando co w tłumaczeniu z włoskiego oznacza być kochanym kochając łączony z mającym mieć miejsce w tym zamku romansem pomiędzy córką barona, Alicją Douglas-Pennant, a włoskim ogrodnikiem.

## Historia
- 1820 - George Hay Dawkins-Pennant, kuzyn i spadkobierca barona Richarda Pennanta rozpoczyna budowę zamku;
- 1833 - zakończenie budowy zamku;
- 1951 - zamek przechodzi na własność National Trust;